# Thaler See
Thaler See är en sjö i Österrike.   Den ligger i förbundslandet Steiermark, i den östra delen av landet, 150 km sydväst om huvudstaden Wien. Thaler See ligger 449 meter över havet.
Runt Thaler See är det i huvudsak tätbebyggt. Runt Thaler See är det mycket tätbefolkat, med 1 692 invånare per kvadratkilometer.